# Hornady

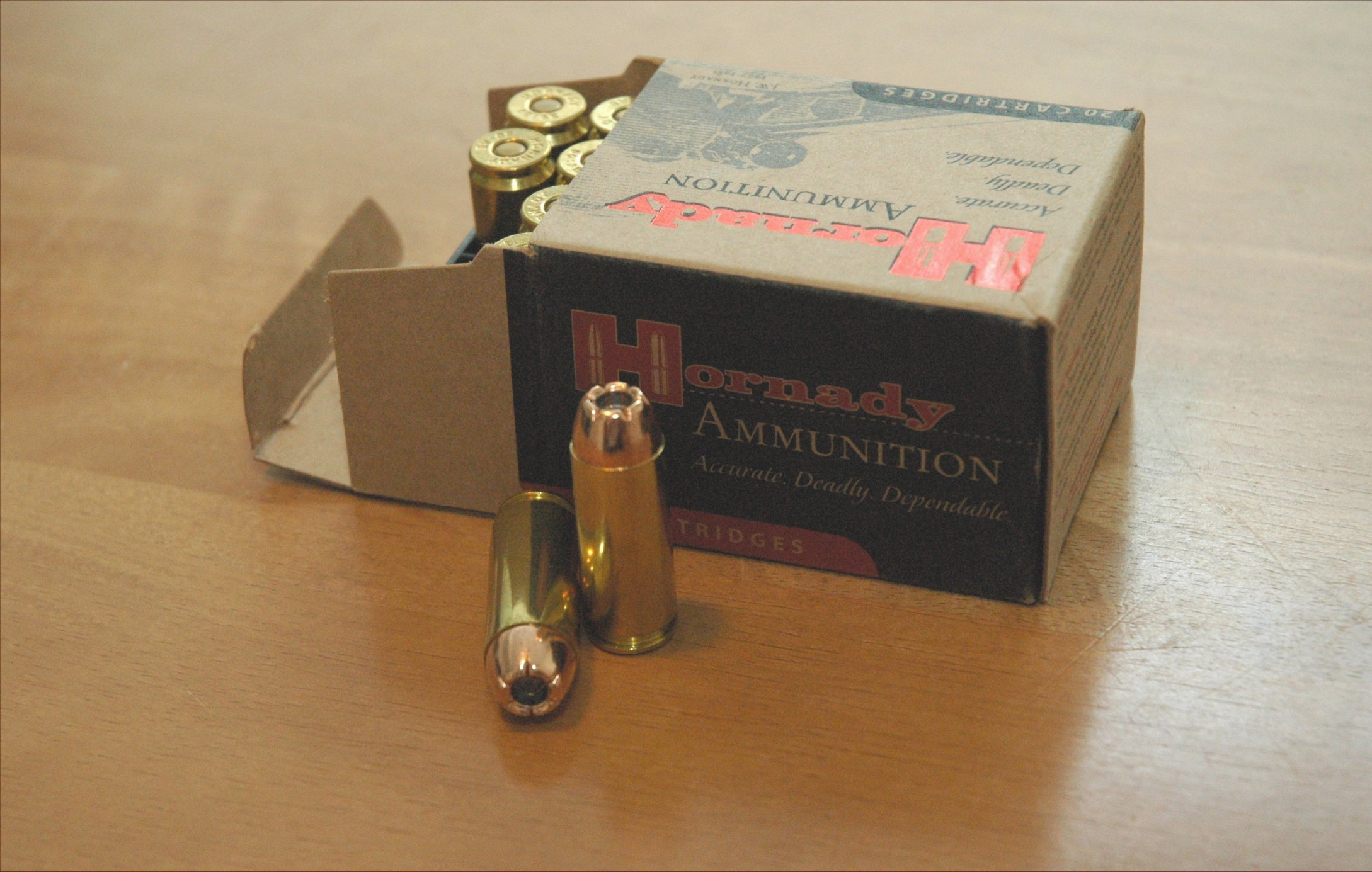
.50 Action Express-Munition von Hornady

Hornady (vollständiger Name: Hornady Manufacturing Company) ist ein US-amerikanischer Munitionshersteller mit Sitz in Grand Island, Nebraska. Das Unternehmen war bei der Entwicklung von Patronen wie der .17 HMR und der .17 HM 2 sowie der .204 Ruger, der .375 Ruger und der .480 Ruger wesentlich beteiligt.
Hornady produziert hauptsächlich Sport- und Jagdmunition sowie Munition für die Selbstverteidigung in einer Vielzahl gängiger Kaliber.

## Geschichte
Das Unternehmen wurde 1949 von Joyce Hornady gegründet. Zwar wurde der US-amerikanische Markt in der unmittelbaren Nachkriegszeit mit Munition überflutet, doch waren diese Restbestände aus den US-Streitkräften allesamt mit jagdungeeigneten Projektilen bestückt. Die Nachfrage nach Jagdprojektilen wollte Hornady mit einer eigenen Produktion stillen, die er in einem ehemaligen Karosseriebetrieb einrichtete. Die benötigten Werkzeugmaschinen wurden durch den Wegfall der Kriegsproduktion ebenfalls auf den Markt geschwemmt.
Im ersten Jahr erzielte Hornady mit seinen Geschossen, hauptsächlich für Munition im Kaliber .30, einen Umsatz von 10.000 US-Dollar (entspricht inflationsbereinigt rund 100.000 Dollar im Jahr 2020). Im darauffolgenden Jahr verdreifachte sich der Umsatz und die Mitarbeiterzahl stieg auf vier. Die Zeit des Koreakriegs mit einhergehenden Rohstoffengpässen überstand das Unternehmen mit der Annahme von Aufträgen zur Fertigung verschiedener Metallwaren. Im Jahr 1958 bezog das Unternehmen einen neuen Standort mit einem eigenen unterirdischen Schießstand mit einer Länge von 200 Yard.
Wurden zuvor ausschließlich Projektile hergestellt, so begann ab 1964 die Fertigung vollständiger Patronenmunition für Lang- und Kurzwaffen. Mit der Übernahme der Pacific Tool Company erfolgte 1971 der Einstieg in das Geschäft mit Wiederlade-Werkzeug. Im Jahr 1977 entwickelte Hornady das InterLock-Geschossdesign, bei dem ein erhabener Ring auf der Innenseite des Geschossmantels eine formschlüssige Verbindung zwischen Geschosskern und Mantel herstellt und so eine Separation von Kern und Mantel verhindert.
Im Januar 1981 kam Joyce Hornady am Steuer seiner Piper Aztec zusammen mit dem Ingenieur Edward Heers und dem Kundendienstleiter Jim Garber ums Leben. Seitdem wurde das Unternehmen von dessen Sohn Steve Hornady geführt. Nach eigener Aussage ist Hornady der größte unabhängige Hersteller von Projektilen, Munition und Werkzeugen zum Wiederladen.
Im Juni 2017 gelang einem kanadischen Scharfschützen ein tödlicher Präzisionsschuss auf 3540 Meter mit einem McMillan Tac-50 und einer Hornady-Patrone. Bei dem offiziell nicht genannten Scharfschützen soll es sich um Dallas Alexander, ein ehemaliges Mitglied der kanadischen Spezialeinheit Joint Task Force 2, handeln, der zu diesem Zeitpunkt im Irak eingesetzt war.
Das 2020 von Hornady vorgestellte Kaliber 6 mm ARC für die AR-15-Plattform wurde vom US DoD für die dienstliche Verwendung bei den US-Streitkräften freigegeben.